# Мікрофонна перевірка
«Мікрофонна перевірка» або МікрOFFONна переВІРКА — пісня, виконана українськими гуртами Роллік'с та Тартак. Пісню було записано 2002 року. Цього ж року було представлено відеокліп.

## Відеокліп

Положинський у коміксі (кадр з відео)

Вперше кліп до пісні було представлено 2002 року, який одразу ж потрапив до ефірів каналу М1. Відео демонструє гурти Тартак та Ролікс, що виступають в одному з нічних клубів з концертом. Паралельно показано учасників двох гуртів у ролі супергероїв з коміксу, що озброєні водяними пістолетами. Також пізніше кожна дія Сашка Положинського перетворюється у комікс з цитатою.
Основною ідеєю композиції є сила слова, мови та музики.